# Markus Pessa
Markus Viljo Pessa, född 21 november 1941 i Petsamo, död 31 december 2022, var en finländsk fysiker.
Pessa blev filosofie doktor 1972. Han var 1971–1975 assistent vid Åbo universitet, 1975–1976 biträdande professor i fysik vid Kuopio högskola och 1976–1988 vid Tammerfors tekniska högskola, där han sistnämnda år blev professor i halvledarteknik. Han studerade och forskat utomlands i olika repriser 1970–1976 och författade över 200 artiklar från fysikens och den tillämpade fysikens områden.
Professorsförbundet utsåg honom 1997 till Årets professor.